# 1989 en hockey sur glace
Cette page présente les éléments de hockey sur glace de l'année 1989, que ce soit d'un point de vue rencontres internationales ou championnats nationaux. Les grandes dates des différentes compétitions sont données ainsi que les décès de personnalités du hockey mondial.

## Amérique du Nord

### East Coast Hockey League
- 12 avril : les Thunderbirds de la Caroline remportent la première coupe Riley.

## Autres Évènements

### Décès
- 14 mai : Joe Primeau, membre de la Kid line des Maple Leafs de Toronto.